# Tres Espacios Lingüísticos
Tres Espacios Lingüísticos (Trois Espaces Linguistiques en francés, Três Espaços Linguísticos en portugués, acrónimo: TEL) es una iniciativa interinstitucional de cooperación lingüística liderada por la Organización de Estados Iberoamericanos para la Educación, la Ciencia y la Cultura (OEI), la Secretaría de Cooperación Iberoamericana (SECIB), la Comunidad de Países de Lengua Portuguesa (CPLP) y la
Organización Internacional de la Francofonía (OIF), representantes principales de la Hispanofonía, la Lusofonía y la Francofonía. 
El proyecto se autodefine como un «innovador espacio de reflexión para el diseño de nuevas estrategias de cooperación internacional que permitan reforzar, a través del diálogo entre las culturas, la construcción de una cultura de paz, uno de cuyos valores principales es el respeto a las diferencias».
Los Tres Espacios Lingüísticos están integrados, en palabras del secretario general iberoamericano Enrique V. Iglesias, por 103 países y 1.400 millones de hablantes dispersos en los cinco continentes. Estos tres espacios tienen, según señala Iglesias, «problemas comunes, como es tratar de hacer de sus lenguas instrumentos cada vez más utilizados en la economía, en la cultura, en el comercio y, especialmente, en internet». Por ello, considera que «la digitalización del mundo abre nuevas oportunidades para la expansión de estas lenguas, su consolidación y defensa».

## Acontecimientos
En 2001 las organizaciones citadas realizaron conjuntamente el I Coloquio de los Tres Espacios Lingüísticos (TEL). Se concibió, en palabra de Durántez Prados, como «un proceso de encuentros formalizados de representantes de las organizaciones de los países de lenguas neolatinas junto con especialistas independientes de esos ámbitos, con el objetivo general de crear las condiciones para iniciar un diálogo orientado a lograr una suerte de concertación panlatina y así “organizar un frente común para combatir los efectos negativos de la mundialización”».
En 2013, en el marco de la Jornada Europea de las Lenguas, los Tres Espacios Lingüísticos lanzaron un mensaje manifestando que «unen sus voces para recordar la necesidad de proteger y promover el multilingüismo en el espacio europeo».
En noviembre de 2015 se celebró la Reunión de Tres Espacios Lingüísticos en la sede de la Comunidad de Países de Lengua Portuguesa (CPLP), en Lisboa, con la participación del Secretario General de la OEI, representantes de la CPLP, de la Organización Internacional de la Francofonía (OIF) y la Secretaría General Iberoamericana (SEGIB). Bajo el título El lenguaje, la identidad y la inclusión social en un mundo globalizado, la reunión se dividió en tres mesas redondas: Plurilingüismo y el diálogo intercultural; Idioma, cultura y desarrollo; e Idiomas, conocimiento e inclusión social.

## Superficie, población y peso económico de los espacios hispanófono, lusófono y francófono por país
Espacio hispanófono:
| Clasificación | País                      | Superficie en km² | Población (2014) | PIB nominal (2014) en millones de dólares |
| ------------- | ------------------------- | ----------------- | ---------------- | ----------------------------------------- |
| 1             | Argentina                 | 2 780 400         | 43 024 374       | 540 200                                   |
| 2             | México                    | 1 964 375         | 120 286 655      | 1 283 000                                 |
| 3             | Perú                      | 1 285 216         | 30 147 935       | 202 900                                   |
| 4             | Colombia                  | 1 138 914         | 46 245 297       | 384 900                                   |
| 5             | Bolivia                   | 1 098 581         | 10 631 486       | 34 430                                    |
| 6             | Venezuela                 | 916 445           | 28 868 486       | 205 800                                   |
| 7             | Chile                     | 756 102           | 17 363 894       | 256 000                                   |
| 8             | España                    | 505 370           | 47 737 941       | 1 407 000                                 |
| 9             | Paraguay                  | 406 752           | 6 703 860        | 29 700                                    |
| 10            | Ecuador                   | 283 561           | 15 654 411       | 100 800                                   |
| 11            | Uruguay                   | 176 215           | 3 332 972        | 55 140                                    |
| 12            | Nicaragua                 | 130 370           | 5 848 641        | 11 710                                    |
| 13            | Honduras                  | 112 090           | 8 598 561        | 19 510                                    |
| 14            | Cuba                      | 110 860           | 11 047 251       | 77 150                                    |
| 15            | Guatemala                 | 108 889           | 14 647 083       | 60 420                                    |
| 16            | Panamá                    | 75 420            | 3 608 431        | 43 780                                    |
| 17            | Costa Rica                | 51 100            | 4 755 234        | 48 140                                    |
| 18            | República Dominicana      | 48 670            | 10 349 741       | 64 080                                    |
| 19            | Guinea Ecuatorial         | 28 051            | 722 254          | 14 310                                    |
| 20            | El Salvador               | 21 041            | 6 125 512        | 25 310                                    |
| 21            | Puerto Rico               | 13 790            | 3 620 897        | 61 460                                    |
|               | Total espacio hispanófono | 12 012 212        | 439 320 916      | 4 925 740                                 |

Espacio lusófono:
| Clasificación | País                   | Superficie en km² | Población (2014) | PIB nominal (2014) en millones de dólares |
| ------------- | ---------------------- | ----------------- | ---------------- | ----------------------------------------- |
| 1             | Brasil                 | 8 514 877         | 202 656 788      | 2 353 000                                 |
| 2             | Angola                 | 1 246 700         | 19 088 106       | 128 600                                   |
| 3             | Mozambique             | 799 380           | 24 692 144       | 16 680                                    |
| 4             | Portugal               | 92 090            | 10 813 834       | 230 000                                   |
| 5             | Guinea-Bisáu           | 36 125            | 1 693 398        | 1 024                                     |
| 6             | Timor Oriental         | 14 874            | 1 201 542        | 4 478                                     |
| 7             | Cabo Verde             | 4 033             | 538 535          | 1 899                                     |
| 8             | Santo Tomé y Príncipe  | 964               | 190 428          | 341                                       |
|               | Total espacio lusófono | 10 709 043        | 260 874 775      | 2 736 022                                 |

Espacio francófono:
| Clasificación | País                                     | Superficie en km² | Población (2014) | PIB nominal (2014) en millones de dólares |
| ------------- | ---------------------------------------- | ----------------- | ---------------- | ----------------------------------------- |
| 1             | Canadá                                   | 9984670           | 35099836         | 1573000                                   |
| 2             | República Democrática del Congo          | 2344858           | 79375136         | 39060                                     |
| 3             | Chad                                     | 1284000           | 11631456         | 11690                                     |
| 4             | Níger                                    | 1267000           | 18045729         | 7119                                      |
| 5             | Mali                                     | 1240192           | 16955536         | 10950                                     |
| 6             | Francia                                  | 643801            | 66553766         | 2423000                                   |
| 7             | República Centroafricana                 | 622984            | 5391539          | 1624                                      |
| 8             | Madagascar                               | 587041            | 23812681         | 9514                                      |
| 9             | Camerún                                  | 475440            | 23739218         | 28520                                     |
| 10            | República del Congo                      | 342000            | 4755097          | 8871                                      |
| 11            | Costa de Marfil                          | 322463            | 23295302         | 31270                                     |
| 12            | Gabón                                    | 267667            | 1705336          | 13800                                     |
| 13            | Burkina Faso                             | 274200            | 18931686         | 11320                                     |
| 14            | Guinea                                   | 245857            | 11780162         | 6733                                      |
| 15            | Senegal                                  | 196722            | 13975834         | 13990                                     |
| 16            | Benín                                    | 112622            | 10448647         | 7701                                      |
| 17            | Togo                                     | 56785             | 7552318          | 4152                                      |
| 18            | Suiza                                    | 41277             | 8121830          | 677                                       |
| 19            | Bélgica                                  | 30528             | 11323973         | 458700                                    |
| 20            | Burkina Faso                             | 27830             | 10742276         | 2970                                      |
| 21            | Haití                                    | 27750             | 10110019         | 8797                                      |
| 22            | Ruanda                                   | 26338             | 12661733         | 8468                                      |
| 23            | Yibuti                                   | 23200             | 828324           | 1743                                      |
| 24            | Nueva Caledonia                          | 18575             | 224824           | 11100                                     |
| 25            | Vanuatu                                  | 12189             | 272264           | 771                                       |
| 26            | Polinesia Francesa                       | 4167              | 282703           | 7150                                      |
| 27            | Luxemburgo                               | 2586              | 570252           | 57930                                     |
| 28            | Comoras                                  | 2235              | 780971           | 589                                       |
| 29            | Seychelles                               | 455               | 92430            | 1375                                      |
| 30            | San Pedro y Miquelón                     | 242               | 5657             | 215.3                                     |
| 31            | Wallis y Futuna                          | 142               | 15613            | 188                                       |
| 32            | Jersey                                   | 116               | 97294            | 5771                                      |
| 33            | Tierras Australes y Antárticas Francesas | 55                | 140              | 0                                         |
| 34            | San Martín                               | 54                | 29376            | 561.5                                     |
| 35            | San Bartolomé                            | 24                | 7237             | 179                                       |
| 36            | Mónaco                                   | 2                 | 30535            | 6063                                      |
|               | Total espacio francófono                 | 20 486 067        | 429 246 730      | 4 775 562                                 |

Total espacios hispanófono, lusófono y francófono:
| Clasificación | País                       | Superficie en km² | Población (2014) | PIB nominal (2014) en millones de dólares |
| ------------- | -------------------------- | ----------------- | ---------------- | ----------------------------------------- |
| 1             | Mundo                      | 148 429 000       | 7 256 490 011    | 77 269 168                                |
| 2             | Tres Espacios Lingüísticos | 43 207 322        | 1 129 442 421    | 12 437 324                                |